# إقليم هانوكو
إقليم هانوكو (بالإنجليزية: Huánuco Region)‏ هو أحد أقاليم بيرو، يتبع بيرو، عاصمته هانوكو.

## الموقع
يشترك في الحدود مع:
- إقليم لا ليبرتاد
- إقليم باسكو
- إقليم ليما
- إقليم أوكايالي
- إقليم سان مارتين
- إقليم لوريتو
- إقليم أنكاش.

## التقسيمات الإدارية
- Ambo province [الإنجليزية]‏
- Dos de Mayo province [الإنجليزية]‏
- Huacaybamba province [الإنجليزية]‏
- Huamalíes province [الإنجليزية]‏
- مقاطعة هانوكو
- Lauricocha province [الإنجليزية]‏
- Leoncio Prado province [الإنجليزية]‏
- Marañón province [الإنجليزية]‏
- Pachitea province [الإنجليزية]‏
- Puerto Inca province [الإنجليزية]‏
- Yarowilca province [الإنجليزية]‏.